# Нидерфелль
Нидерфелль (нем. Niederfell) — община в Германии, в земле Рейнланд-Пфальц. 
Входит в состав района Майен-Кобленц. Подчиняется управлению Унтермозель.  Население составляет 1039 человек (на 31 декабря 2010 года). Занимает площадь 11,67 км².